# Machimus melanocerus
Machimus melanocerus är en tvåvingeart som först beskrevs av Samuel Wendell Williston  1901.  Machimus melanocerus ingår i släktet Machimus och familjen rovflugor. Inga underarter finns listade i Catalogue of Life.